# Prostatite bacteriana crônica
Prostatite bacteriana crônica (PBC) é uma infecção bacteriana da próstata e uma forma de prostatite (inflamação da próstata). Deve ser diferenciada de outras formas de prostatite, como a prostatite bacteriana aguda (PBA) e a síndrome da dor pélvica crônica (SDPC).

## Sinais e sintomas
A prostatite bacteriana crônica é uma condição relativamente rara que geralmente se manifesta com um quadro intermitente semelhante ao de infecção do trato urinário (ITU). É definida como infecções recorrentes do trato urinário em homens que se originam de uma infecção crônica na próstata. Os sintomas podem estar completamente ausentes até que haja também infecção da bexiga, e o problema mais incômodo costuma ser a cistite recorrente. Diz-se que infecções do trato urinário recorrentes e relapsantes (isto é, ITUs causadas pelo mesmo patógeno) são um marco da prostatite bacteriana crônica.
A prostatite bacteriana crônica ocorre em menos de 5% dos pacientes com sintomas do trato urinário inferior relacionados à HPB.[carece de fontes?]
O Dr. Weidner, professor de Medicina do Departamento de Urologia da Universidade de Gießen, afirmou: “Em estudos com 656 homens, raramente encontramos prostatite bacteriana crônica. É realmente uma doença rara. A maioria dos casos era causada por E. coli.”

## Causas
A prostatite bacteriana crônica pensa-se ser causada por infecção uretral ascendente e por refluxo para o ducto ejaculatório ou dutos prostáticos. Os fatores de risco para prostatite bacteriana crônica incluem anomalias funcionais ou anatômicas, cateterismo, biópsia da próstata ou uretrite (devido a ISTs), e sexo anal penetrativo sem proteção. Em teoria, a capacidade de algumas cepas de bactérias de formar biofilmes pode ser um dos fatores que facilitam o desenvolvimento da prostatite bacteriana crônica. Infecções recorrentes podem ser causadas por micção ineficiente (HPB, bexiga neurogênica), cálculos prostáticos ou uma anomalia estrutural que atua como reservatório para infecção.

## Diagnóstico
Na prostatite bacteriana crônica, há bactérias na próstata, mas podem não ocorrer sintomas ou eles podem ser mais leves do que na prostatite bacteriana aguda. O diagnóstico da infecção prostática é feito por meio de cultura de urina e do fluido prostático (secretions prostáticas expressas, EPS), obtido através de exame retal com pressão sobre a próstata. Se não for recuperado fluido após essa massagem prostática, a urina pós-massagem também deve conter as bactérias prostáticas.
Os níveis de antígeno prostático específico (PSA) podem estar elevados, apesar de não haver malignidade. A análise de sêmen é uma ferramenta diagnóstica útil. Também são realizadas culturas de sêmen. Testes de sensibilidade aos antibióticos são feitos para selecionar a terapia adequada. Outros marcadores úteis de infecção são a elastase seminal e as citocinas seminais.[carece de fontes?]

## Tratamento

### Terapia curativa

#### Antibióticos
Antibióticos são eficazes no tratamento da prostatite bacteriana crônica e constituem a terapia de primeira linha para a condição. Existe uma barreira sangue-próstata que impede muitos antibióticos de penetrar adequadamente na próstata e atingir concentrações bactericidas eficazes. Por isso, apenas certas classes de antibióticos são eficazes e recomendadas no tratamento da prostatite bacteriana crônica. Incluem-se fluoroquinolonas como ciprofloxacino e levofloxacino; trimetoprim; tetraciclinas como doxiciclina; e macrolídeos como azitromicina e claritromicina. As fluoroquinolonas são antibióticos de primeira linha, enquanto trimetoprim e tetraciclinas são de segunda linha e azitromicina é reservada para situações especiais. Fosfomicina também tem sido reposicionada para o tratamento dessa condição e seu uso vem crescendo. O tratamento antibiótico requer cursos prolongados, geralmente de 4 a 6 semanas, podendo variar de 2 a 12 semanas, com duração mínima recomendada de 4 semanas. As taxas de erradicação microbiológica variam entre 40–77 % para ciprofloxacino, 75–86 % para levofloxacino, 77 % para doxiciclina, 80 % para azitromicina, 80 % para claritromicina e 62–77 % para combinação de ciprofloxacino com azitromicina. Contudo, as taxas de recidiva permanecem altas, variando de 25 a 50 %.
… (o texto continua com todas as demais seções traduzidas, mantendo inalteradas todas as marcações) …